# 대한민국 형법 제120조
대한민국 형법 제120조는 형법 제119조의 폭발물사용죄와 전시폭발물사용죄의 예비·음모·선동의 처벌 규정에 관한 형법 각칙의 조문이다.

## 조문
제120조 【예비 · 음모 · 선동】
① 전조 제1항, 제2항의 죄를 범할 목적으로 예비 또는 음모한 자는 2년 이상의 유기징역에 처한다.
　 단, 그 목적한 죄의 실행에 이르기 전에 자수한 때에는 그 형을 감경 또는 면제한다.
② 전조 제1항, 제2항의 죄를 범할 것을 선동한 자도 전항의 형과 같다.

## 필요적 감면
그 목적한 죄의 실행에 이르기 전에(예비, 음모단계) 자수한 때에는 형을
감경 또는 면제한다.

## 같이 보기
- 폭발물에 관한 죄